# Động đất Khövsgöl 2021
Động đất Khövsgöl 2021 (tiếng Anh: 2021 Khövsgöl earthquake) là trận động đất xảy ra vào lúc 05:32 (theo giờ địa phương), ngày 12 tháng 1 năm 2021. Trận động đất có cường độ 6,7 Mw hoặc 6,9 ML, tâm chấn độ sâu khoảng 10 km. Hậu quả trận động đất đã làm 59 người bị thương.